# Aiguader de Sevilla
L''Aiguader de Sevilla és una obra de joventut de Diego Velázquez, que ja demostra algun dels fonaments de la seva pintura. Aquest quadre va pertànyer als reis espanyols fins que, el 1813, va ser regalat pel rey Ferran VII a Lord Wellington per reconeixement al seu ajut a la Guerra de la Independència.
Actualment es conserva al palau londinenc d'Apsley House (Wellington Museum).

## Característiques destacades
L'obra és una de les millors realitzades per Velázquez abans del seu trasllat a Madrid l'any 1623. Encara manté la tècnica del clarobscur, il·luminant una zona del quadre amb un focus de llum des de la part esquerra i enfosquint la resta del llenç. Destaca sobre manera la qualitat dels objectes representats al quadre, el tractament que Velázquez fa del vidre o de la ceràmica són magnífics, així com el detallisme hiperrealista que es pot observar a l'obra, per exemple a les gotes d'aigua que rellisquen pel càntir. Destaca així mateix la introducció de natures mortes dins dels seus quadres, com el que aquí veiem, natures mortes a les quals donava una corporeïtat quasi escultòrica, plàstica, de la mateixa manera que unes qualitats ens fan sentir que podem acaronar aquests objectes representats. Tot plegat pintant personatges populars.

## Tema
El quadre pot representar una al·legoria de les tres edats de l'home; l'aiguader, un ancià, ofereix una copa amb aigua a un noi jove. Aquesta copa representa el coneixement. Mentrestant, al fons de l'escena, un xicot apareix bevent, com si estigués adquirint els coneixements.
Possiblement és l'obra mestra de l'etapa sevillana pel que es va realitzar entre els anys 1619-1622. Apareixen dues figures en primer pla, un aiguader i un nen, i al fons un home bevent en un gerro, per la qual cosa s'ha suggerit que podria representar les tres edats de l'home. Velázquez continua destacant pel seu vibrant realisme, com demostra a la taca d'aigua que apareix al càntir de primer pla; la copa de vidre, on es veu una figa per donar gust a l'aigua, o els cops del gerro de l'esquerra, realisme que també s'observa a les dues figures principals que es retallen sobre un fons neutre, interessant-se el pintor pels efectes de llum i ombra. El colorit que utilitza segueix una gamma fosca de colors terrosos, ocres i marrons. La influència de Caravaggio en aquest tipus d'obres es fa notar, possiblement per gravats i còpies que arribaven a Sevilla procedents d'Itàlia.

## Versions

### Versió de Londres
El quadre de Velázquez es mostra en tres quadres diferents. La versió de l'Apsley House, Londres, Regne Unit, és la versió més popular. Va entrar a la Reial Col·lecció Espanyola. Des del Palau del Buen Retiro, va passar al Palau Nou. Allà va ser vist per Ponz i havia guanyat elogis per Anton Raphael Mengs. Va ser robat per Josep Bonaparte en el moment de les guerres napoleòniques. Més tard, el duc de Wellington la va recuperar, juntament amb 82 pintures més, a la batalla de Vitòria. El rei d'Espanya li va permetre conservar-los a canvi de vèncer els francesos. Wellington va portar el quadre a Anglaterra on es conserva fins als nostres dies, a Apsley House, la seva antiga casa. Aquesta versió està penjada a la Waterloo Gallery al costat del museu de la casa (l'actual duc de Wellington conserva diverses sales privades encara) perquè el públic la pugui veure.

### Versió de Florència
La versió de la Galeria Uffizi de Florència té una sensació força més burlesca, amb el venedor que porta un barret vermell ornamentat. L'home de darrere és més visible a l'ull del públic. S'ha suggerit que això és anterior a la versió de Londres.
Aquesta versió de la pintura és la més avorrida de totes. No hi ha cap brillantor a l'olla com els altres dos i l'esquema de colors és molt pàl·lid. Això podria haver estat més d'acord amb les expectatives dels contemporanis de Velázquez a causa de la imatge còmica i tortuosa del venedor d'aigua donada a les novel·les picaresques de l'època.

### Versió de Baltimore
La tercera versió pren un altre angle encara sobre el venedor d'aigua. En això apareix gairebé desesperat en la seva expressió, potser fins al punt de semblar una farsa. Els colors brillants utilitzats són els més extrems dels tres (amb els tests prenen un aspecte del tot més brillant). Tanmateix, com en la versió dels Uffizi, els personatges no tenen la profunditat de personalitat present a la versió Wellington. L'home que estava al darrere de les altres pintures ja no es veu i el fons està ombrejat perquè els colors del primer pla destaquin realment, com l'olla i la peça vermella de l'home que porta.